# Горген
Горген (нім. Horgen) — місто в Швейцарії в кантоні Цюрих, округ Горген.

## Географія
Місто розташоване на відстані близько 95 км на схід від Берна, 14 км на південь від Цюриха.
Горген має площу 30,8 км², з яких на 18,5 % дозволяється будівництво (житлове та будівництво доріг), 38,9 % використовуються в сільськогосподарських цілях, 39,5 % зайнято лісами, 3,2 % не є продуктивними (річки, льодовики або гори).

## Демографія
2019 року в місті мешкало 22 992 особи (+9,2 % порівняно з 2010 роком), іноземців було 29,5 %. Густота населення становила 746 осіб/км².
За віковим діапазоном населення розподілялося таким чином: 20,8 % — особи молодші 20 років, 60,4 % — особи у віці 20—64 років, 18,8 % — особи у віці 65 років та старші. Було 9846 помешкань (у середньому 2,3 особи в помешканні).
Із загальної кількості 10 294 працюючих 196 було зайнятих в первинному секторі, 1688 — в обробній промисловості, 8410 — в галузі послуг.

## Особистості
- Стів Лі (1963—2010) — швейцарський співак і композитор.
- Рето Шеппі (нар. 1991) — швейцарський хокеїст.